# Lepidanthrax diamphus
Lepidanthrax diamphus är en tvåvingeart som beskrevs av Hall 1976. Lepidanthrax diamphus ingår i släktet Lepidanthrax och familjen svävflugor. Inga underarter finns listade i Catalogue of Life.